# Альпе-Адрия (аэропорт)
Аэропорт Клагенфурт-ам-Вёртерзе, или Аэропорт Клагенфурт (нем. Flughafen Klagenfurt-Wörthersee) (ИАТА: KLU, ИКАО: LOWK/LOXK), также известный как Аэропорт Альпе-Адриа (англ. Alpe-Adria Airport) — маленький международный аэропорт в земле Каринтия, Австрия, расположен в 3 км от центра города Клагенфурт-ам-Вёртерзе. Аэропорт связан с центром города автобусным сообщением.

## История
В 1905 Георг, граф Кевенхюллер из замка Хохостервиц и в 1907 инженер Джозеф Заблатниг (Джозеф Заблатниг, который тогда был владельцем владельцем Fokker-Sablatnig, Deutsche Flugzeuge, Deutsche Motoren, Flugzeug Gesellschaft mbH, Берлин) был первыми людьми, поднявшимися в воздух в Каринтии и Клагенфурте.
Во время Первой и Второй мировых войн аэропорт Клагенфурта был военным аэродромом, с этой целью он был основан в 1914 году. Гражданские рейсы в аэропорту Клагенфурта начались 17 мая 1925, это были первые такие рейсы как в Клагенфурте, так и в Каринтии.
В июне 1929 лётчик-герой Первой мировой войны, Джулиус Федригони Эдлер фон Этшталь стал директором аэропорта, занимал эту должность до 1939 года.
После окончания Второй мировой войны Джулиус Федригони вернулся и стал работать над организацией бюджетных перевозок. 1 января 1952 корвет-капитан Джулиус Федригони основал Совет Клагенфурта, руководителем полётов оставался до 1956.
Уже в 1926—1938 годах в Клагенфуртском аэропорту работали семь авиакомпаний. Рейсы осуществлялись в Германию, Италию, Словению и во все крупнейшие города Австрии. После 1950 появились рейсы в Бразилию, Израиль, Венесуэлу, Нидерланды, Германию, Великобританию и др.

## Авиакомпании и направления
- AK BARS AERO (Домодедово)[1]
- Austrian Airlines оператор Austrian Arrows (Вена)
- Lufthansa оператор Contact Air (Мюнхен)
- Ryanair (Лондон-Станстед)
- TUIfly (Берлин-Тегель, Кёльн/Бонн, Ганновер, Гамбург)